# 알렉산드르 2세의 정부 개혁

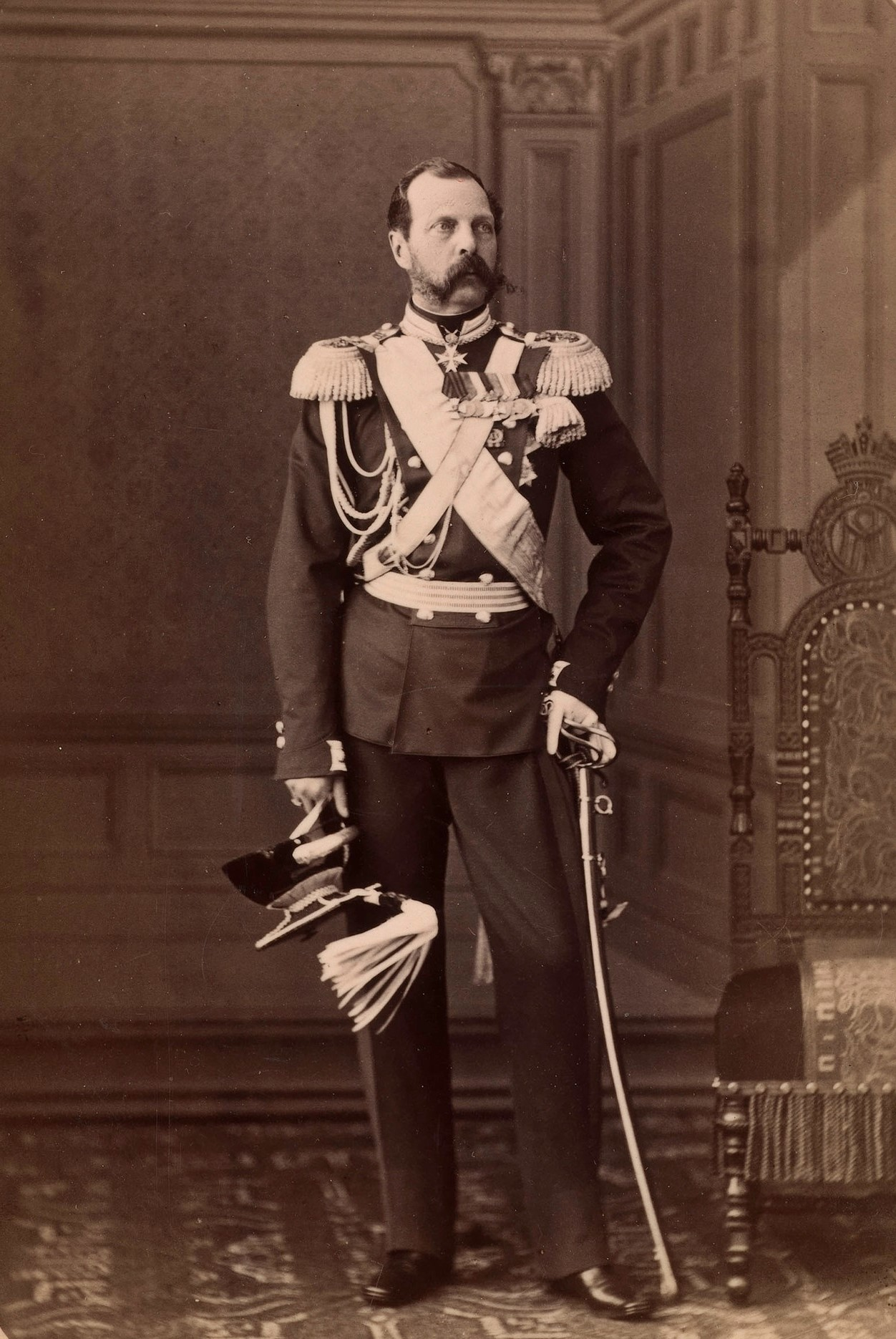
폐하 알렉산드르 2세

역사학자들이 흔히 대개혁(러시아어: Великие реформы Velikie reformy[*])이라고 부르는 차르 알렉산드르 2세가 시행한 정부 개혁은 1860년대 러시아 제국에서 수행된 일련의 주요 사회, 정치, 법률, 정부 개혁이었다.
가장 중요한 것은 2,300만 명의 농노를 하급 법적 및 사회적 지위에서 해방하고 농지 구입을 도왔던 농노해방령이었다. 이외에도 다음과 같은 많은 개혁이 이루어졌다.
- 언론 검열 완화
- 알렉산드르 2세의 사법 개혁
- 육군 및 해군 현대화
- 젬스트보 및 기타 지방 정부 혁신
- 대학, 초등학교, 중등학교 확장 및 개혁을 포함한 교육 혁신
- 러시아 정교회 개혁
- 은행, 철도, 광업, 제조업에 영향을 미친 경제 현대화
- 폴란드 농민 해방
- 유대인 지위 개선

1865년부터 반동이 시작되어 일부 개혁이 축소되었다. 1881년 차르 암살 이후, 그의 후계자 알렉산드르 3세는 많은 개혁을 되돌렸다.

## 배경
19세기 러시아 제국은 전제 군주인 차르가 시행하는 매우 보수적이고 반동적인 정책으로 특징지어졌다. 예외는 알렉산드르 2세 (1855년–1881년)의 통치 기간, 특히 1860년대에 나타났다. 가장 위대하고 예상치 못한 것은 농노제 폐지였는데, 이는 제국 인구 7,400만 명 중 2,300만 명에게 영향을 미쳤다. 그들은 국가, 수도원, 그리고 104,000명의 부유한 귀족 지주들에게 속해 있었고, 이 마지막 집단이 가장 먼저 해방되었다.
차르가 되자마자 알렉산드르는 거의 모든 분야에서 다양한 개혁 제안을 연구하는 수많은 위원회를 설립했다. 전문가들은 제안 초안에 대해 논의했지만, 알렉산드르는 모든 최종 결정을 내렸다.
1861년 농노 해방이 가장 유명하고 극적인 개혁이었지만, 새로운 개혁들은 다양한 분야에 영향을 미쳤다. 차르는 드미트리 밀류틴을 임명하여 러시아 군대에 중요한 개혁을 단행했다. 산업과 상업에 관해서도 더 중요한 변화가 이루어졌고, 그 결과 많은 유한책임회사가 생겨났다. 부분적으로는 국가의 천연자원을 개발하고, 부분적으로는 방어 및 공격 능력을 높이기 위해 거대한 철도망을 건설할 계획이 수립되었다.
프랑스 모델에 기반한 새로운 사법 행정(1864년)은 종신 재직권을 도입했다. 새로운 형법과 대폭 간소화된 민사 및 형사 절차 시스템도 시행되었다. 사법부 재편은 공개 재판, 종신 임명 판사, 배심원 제도, 그리고 지역 차원의 경미한 범죄를 다루기 위한 치안 판사 창설을 포함했다. 법률 역사가 헨리 메인 경은 후고 그로티우스 이후 처음으로 전쟁 관습을 성문화하고 인간화하려는 위대한 시도를 알렉산드르 2세의 공으로 돌렸다.

## 차르 알렉산드르 2세의 역할

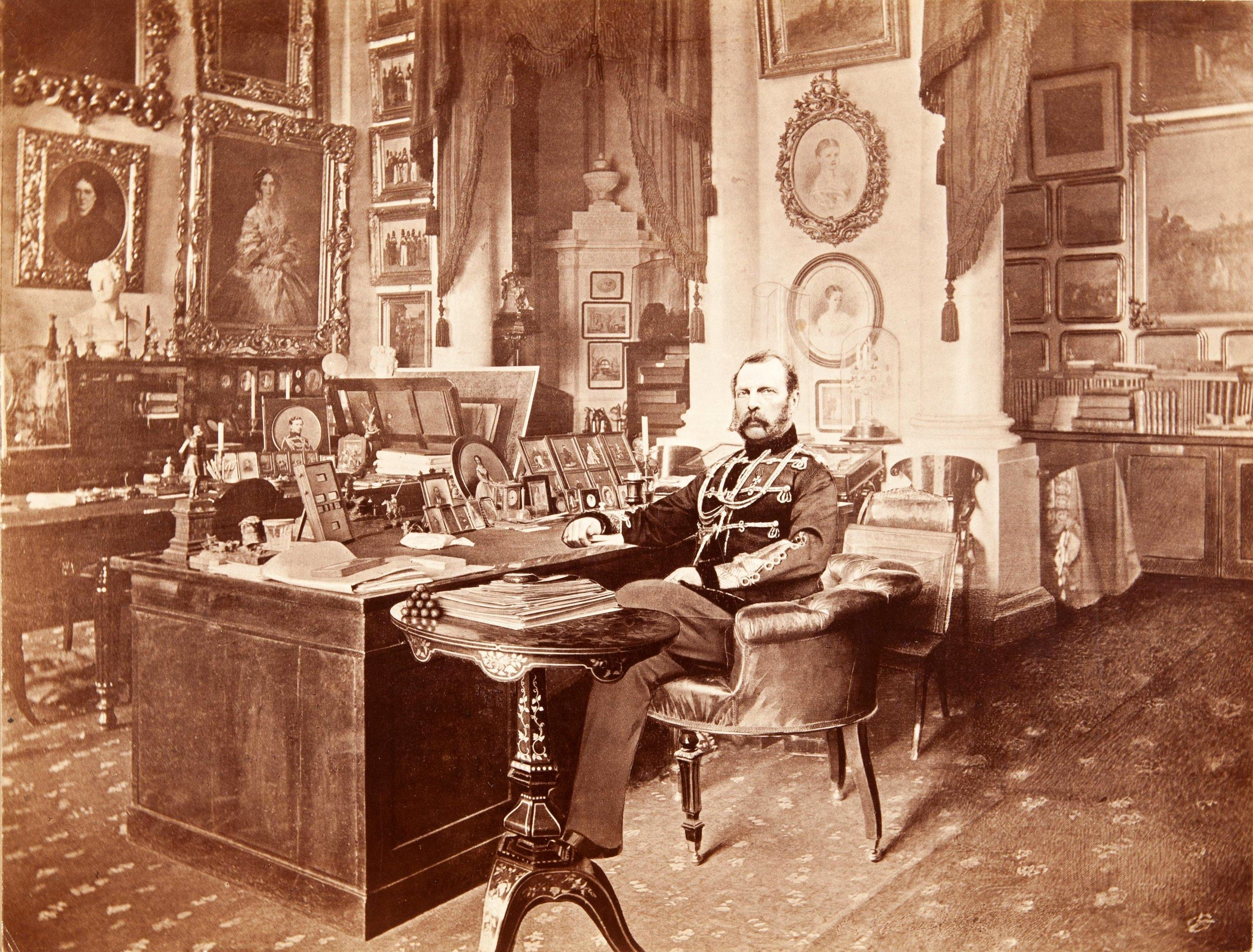
알렉산드르 2세

알렉산드르 2세가 1855년 즉위했을 때, 크림 전쟁에서의 대규모 농민 징집군은 국가적 불명예였고, 그 거대한 규모에도 불구하고 러시아 군대가 영국과 프랑스와 같은 소규모 산업 강국과 더 이상 경쟁할 수 없음을 분명히 보여주었다. 개혁 요구는 광범위했지만, 조직되지 않았다. 봉사의 복잡한 경제적, 사회적, 정치적, 법적 역할이 어떻게 종료될지에 대한 고려는 거의 없었다. 차르는 농노제를 위에서부터 폐지하기로 결정하고, 국가가 지주로부터 농지를 구입하여 해방된 농노에게 판매할 수 있는 새로운 시스템을 구축했다. 차르는 모스크바 귀족들에게 "농노제가 아래에서 폐지될 때까지 기다리는 것보다 위에서부터 개혁이 이루어지는 것이 낫다"고 말했다. 역사가들은 알렉산드르의 역할을 논쟁해 왔다. 소련 시대 역사가들은 역사가 개인이 아닌 사회적 힘에 의해 발생한다고 믿었기 때문에 그를 경시했다. 비마르크스주의 비평가들은 그가 의회나 두마를 거부했기 때문에 충분히 나아가지 못했다고 말한다.
그의 최고 고문으로는 1862년부터 1878년까지 재무장관이었던 미하일 폰 로이테른 백작과 니콜라이 밀류틴 (1818년–1872년), 그리고 드미트리 밀류틴 원수 형제가 있었다. 전쟁 장관 드미트리 밀류틴(1861년–81년)은 대대적인 군사 개혁을 담당했다. 그는 또한 1861년부터 1865년까지 수많은 체르케스 난민들이 사망하게 한 체르케스인 집단학살의 틀을 만드는 데 중요한 역할을 했다.
정치 철학자인 보리스 치체린 (1828년–1904년)은 러시아가 이루어진 모든 중요한 개혁을 가능하게 하기 위해 알렉산드르에 의한 강력하고 권위 있는 정부가 필요하다고 믿었다. 그는 차르가 다음과 같다고 주장하면서 알렉산드르의 근본적인 개혁 범위에 대해 칭찬했다.
전제 군주가 직면할 수 있는 가장 어려운 과제 중 하나를 수행하도록 부름받았다. 즉, 그에게 맡겨진 거대한 국가를 완전히 개조하고, 노예제에 기반을 둔 오랜 질서를 폐지하고, 이를 시민의 품위와 자유로 대체하며, 합법성이 무엇인지 전혀 알지 못했던 나라에 정의를 확립하고, 전체 행정부를 재설계하고, 자유로운 권위 속에서 언론의 자유를 도입하며, 모든 면에서 새로운 세력을 불러내어 확고한 법적 기반 위에 세우고, 억압받고 굴욕당한 사회를 일으켜 세워 힘을 발휘할 기회를 주는 것이다.

## 검열과 글라스노스트
1858년 그는 신문, 잡지, 서적, 팸플릿 등 언론에 대한 대부분의 검열 제한을 철폐하여 새로운 출판물들이 폭발적으로 증가했다. 이로써 알렉산드르는 어느 정도 "글라스노스트" 또는 공개 토론을 달성했는데, 새로운 매체들은 종종 시급히 필요한 개혁에 대한 토론으로 채워졌다.

## 농노제

보리스 쿠스토디예프가 1907년에 그린 그림으로, 러시아 농노들이 1861년 농노 해방 선언문을 듣고 있는 모습을 묘사한다.

### 농노 해방 1861년
2,300만 농노를 해방시킨 농노해방령은 19세기 러시아 역사에서 가장 중요한 사건이었으며, 지주 귀족의 권력 독점의 종말을 알리는 시작이었다. 이 법령은 농노가 지주에게 지는 봉건적 의무를 끝내고 그들에게 토지를 할당했다. 지주들은 유동 자본에 해당하는 국채를 받았다. 토지에 머물러 있던 농민들은 49년 동안 자신들의 옵시나(촌락 공동체, 즉 미르)에 상환금을 지불해야 했다.
농노들을 귀족의 엄격한 통제에서 해방시켰을 뿐만 아니라, 농노 해방은 농민과 귀족 모두에게 도시로의 자유로운 노동력 공급을 가져왔다. 이는 노동 계급을 제공함으로써 산업을 활성화시켰고, 중산층의 수와 영향력은 증가했다. 농민들에게 양도된 모든 토지와 재산은 마을 공동체인 미르가 공동으로 소유했으며, 미르는 토지를 농민들에게 분배하고 다양한 소유지를 감독했다. 혁명가들은 만족하지 않았다. 그들은 새로 해방된 농노들이 부르주아지에 의해 단순히 임금노예로 팔려가는 것이라고 믿었다. 인민의 의지당이라고 자칭하는 혁명가들은 알렉산드르 2세를 여러 차례 암살하려 시도했고, 1881년에 성공했다.

### 귀족의 역할
대부분의 지주 귀족은 보수적이었지만, 강력한 자유주의적 요소는 더 분명하게 표현되었다. 그들은 농노제가 귀족의 기업 활동 기회를 심각하게 제한하고 있다고 강력히 주장했다. 그들은 정부 자금으로 농노를 해방하는 것이 귀족과 귀족에게 서유럽에서 입증되고 있는 경제적 기회에 투자할 자본을 제공할 것이라고 제안했다. 이러한 혁신적인 계획은 특히 트베리 지방의 자유주의 귀족들로부터 나왔다. 이 계획은 정부 대출을 사용하여 해방된 농노들이 귀족으로부터 농장을 구입할 수 있도록 하는 것이었다. 그러면 귀족들은 추운 러시아 기후에서 농업의 낮은 수익에 제한받지 않는 완전히 새로운 기업을 시작할 자본을 가질 수 있었다. 1858년 말 알렉산드르 2세는 해방을 연구하는 위원회를 설립했고 자유주의적 사상은 매력적이라는 것이 입증되었다. 그러나 정부 관료들은 자유주의자들을 실제 계획에서 배제하여 그들을 낙담시켰다. 타협이 이루어졌는데, 귀족들은 지방 정부를 운영하기 위해 설립된 젬스트보에서 광범위한 새로운 역할을 부여받았다.

### 국가 농노
국가 정부도 1866년 11월 해방될 때까지 국가 농노라고 불리는 농노를 소유했다. 차르는 "국가 농민의 토지 장치에 관한" 법률을 공포하여 농촌 사회가 "소유권"의 권리와 함께 토지를 유지할 수 있도록 허용했다. 정부로부터 재산 보유물을 상환하는 것은 1886년 6월 12일 법률에 의해 규제되었다. 이러한 개혁이 시행된 후, 국가 농민들의 토지는 중앙 주에서는 10%, 북부에서는 44% 감소했다. 지불금은 49년 반 동안 계산되었고, 어떤 경우에는 1931년 이전에 지불되어야 했지만, 1905년 혁명의 영향으로 스톨리핀 농업 개혁의 일환으로 1907년 1월 1일 취소되었다.

## 사법부
사법 개혁은 그의 모든 개혁 중 가장 성공적이고 일관성 있는 개혁에 속한다. 완전히 새로운 법원 시스템과 법적 절차 명령이 수립되었다. 주요 결과는 복잡한 유럽 신분제 법원 대신 통일된 사법 시스템을 도입하고 형사 재판에 근본적인 변화를 가져온 것이었다. 후자는 법 앞의 평등 원칙 확립, 공개 청문 도입, 배심원 재판, 그리고 러시아에는 존재하지 않았던 전문 변호인의 도입을 포함했다. 그러나 개혁의 대상이 되지 않은 특정 구식 제도들로 인해 문제도 있었다. 또한, 개혁은 그의 후계자들인 알렉산드르 3세와 니콜라이 2세의 통치 기간 동안 광범위하게 도입된 초법적 처벌로 인해 방해를 받았다.
사법 개혁은 1864년 11월 20일에 시작되었는데, 그 때 차르는 네 가지 규정(사법 정착지 설립, 민사 절차 규정, 형사 절차 규정, 치안 판사에 의한 처벌 규정)을 시행하는 칙령에 서명했다. 개혁의 가장 중요한 결과 중 하나는 배심원 재판의 광범위한 도입이었다. 배심원 재판은 세 명의 전문 판사와 열두 명의 배심원으로 구성되었다. 배심원은 특정 가치의 부동산을 소유해야 했다. 현대 배심원 재판과 달리, 배심원은 피고가 유죄인지 무죄인지 결정할 수 있을 뿐만 아니라, 피고가 유죄이지만 처벌받지 않아야 한다고 결정할 수도 있었다. 이는 알렉산드르 2세가 도덕 없는 정의는 잘못이라고 믿었기 때문이었다. 판결은 전문 판사에 의해 내려졌다.

## 군대
전쟁 장관이었던 드미트리 밀류틴은 매우 크고 매우 가난한 군대를 현대 서구 군대와 경쟁할 수 있을 뿐만 아니라 제국 변방의 민족 집단들을 다룰 수 있는 군대로 재건하는 데 주력했다. 구체제에서는 징집이 농민에게만 강제적으로 시행되었다. 농노의 경우 25년이었고, 지주가 선발했다. 그 결과는 주로 자격 미달, 동기 부여 부족, 무능한 병사들로 채워진 보병이었다. 새로운 개혁에는 1874년부터 모든 사회 계층에 도입된 보편적 징병제가 포함되었다. 다른 군사 개혁으로는 예비군 확장과 러시아 주를 15개 군사 구역으로 나눈 군사 구역 시스템이 포함되었다. 철도 계획은 인구 밀집 지역을 예상 전장과 연결하는 전략적 노선을 강조했다. 장교단을 위한 군사 교육은 크게 개선되었다. 군대 내 체벌과 병사 낙인 처벌은 금지되었다. 재편된 군대의 첫 번째 주요 임무는 오스만 제국과 1877년 발칸 전쟁을 격퇴하는 것이었다. 전쟁은 승리했지만, 훈련 부족한 중대부터 구식 전술, 지연된 기동, 최고 사령부의 전체 전략 실패에 이르기까지 군대의 모든 수준에서 심각한 결함이 발견되었다.
해군 개혁도 시도되었으나, 경험이 부족한 러시아 민간 조선소가 현대적인 강철 함대를 건조하는 데 사용되었다. 러시아인들은 서유럽에서 최신 모델을 구입하는 대신 자체 기술을 개발하여 비용을 절감하려고 했다. 알렉산드르 2세는 또한 동생에게 해군을 맡기고, 비용을 절감하기 위해 장관들을 서로 싸우게 하는 실수를 저질렀다. 결과적으로 해군 프로그램은 다른 부처와 제대로 조율되지 않았다. 어쨌든 예산의 대부분은 육군에 쓰였고 러시아는 결코 2선급 유럽 해군 강국조차 따라잡을 수 없었다.

## 지방 정부
알렉산드르의 관료제는 농촌 지역(1864년)과 대도시(1870년)를 위해 정교한 지방 자치 제도(젬스트보)를 제정했는데, 선출된 의회는 제한된 과세권을 가졌고, 내무부 장관의 지휘를 받는 새로운 농촌 및 시 경찰을 두었다. 주택 소유주, 세금 납부 상인 및 노동자 모두는 평가된 재산에 따라 내림차순으로 명부에 등록되었다. 총 평가액은 세 개의 동등한 부분으로 나뉘며, 이는 수적으로 매우 불균등한 세 그룹의 선거인단을 나타내고, 각 그룹은 시 두마에 동수의 대표자를 선출한다. 집행부는 선출된 시장과 두마에서 선출된 여러 위원으로 구성된 우프라바가 담당한다. 귀족들은 대부분의 지역에서 주도적인 역할을 했으며, 실제로 새로운 시스템은 그들을 위해 설계되었다.

## 교육
1860년 이전 러시아는 몇몇 우수한 대학은 있었지만 다른 모든 분야에서 심각한 한계가 있는 무작위적인 교육 프로그램을 운영했다. 계획은 1858년에 시작되었고, 주요 개혁은 1863년에 이루어졌다. 이 개혁은 대중 교육을 확대하고, 여성에게 중등학교를 개방했으며, 일부 여성이 대학 강의를 청강할 수 있도록 허용했다. 대학들은 더 많은 자율권을 얻었지만, 소규모 학생 시위가 발생하자 대학들은 더 엄격한 감독을 받게 되었다. 민간 단체들은 정부의 자금 지원이나 감독 없이 500개 이상의 주일 학교를 열었지만, 정부는 암기식 언어 훈련 대신 역사 교육과 같은 혁신을 불신하여 폐쇄했다. 새로운 자금이 제공되지는 않았지만, 1864년 법률은 프랑스와 프로이센의 전형적인 방식에 따라 중등학교를 개혁했다. 초등학교 역시 정교회 사제에 의한 종교 교육을 강조하도록 규제되었다.

## 경제

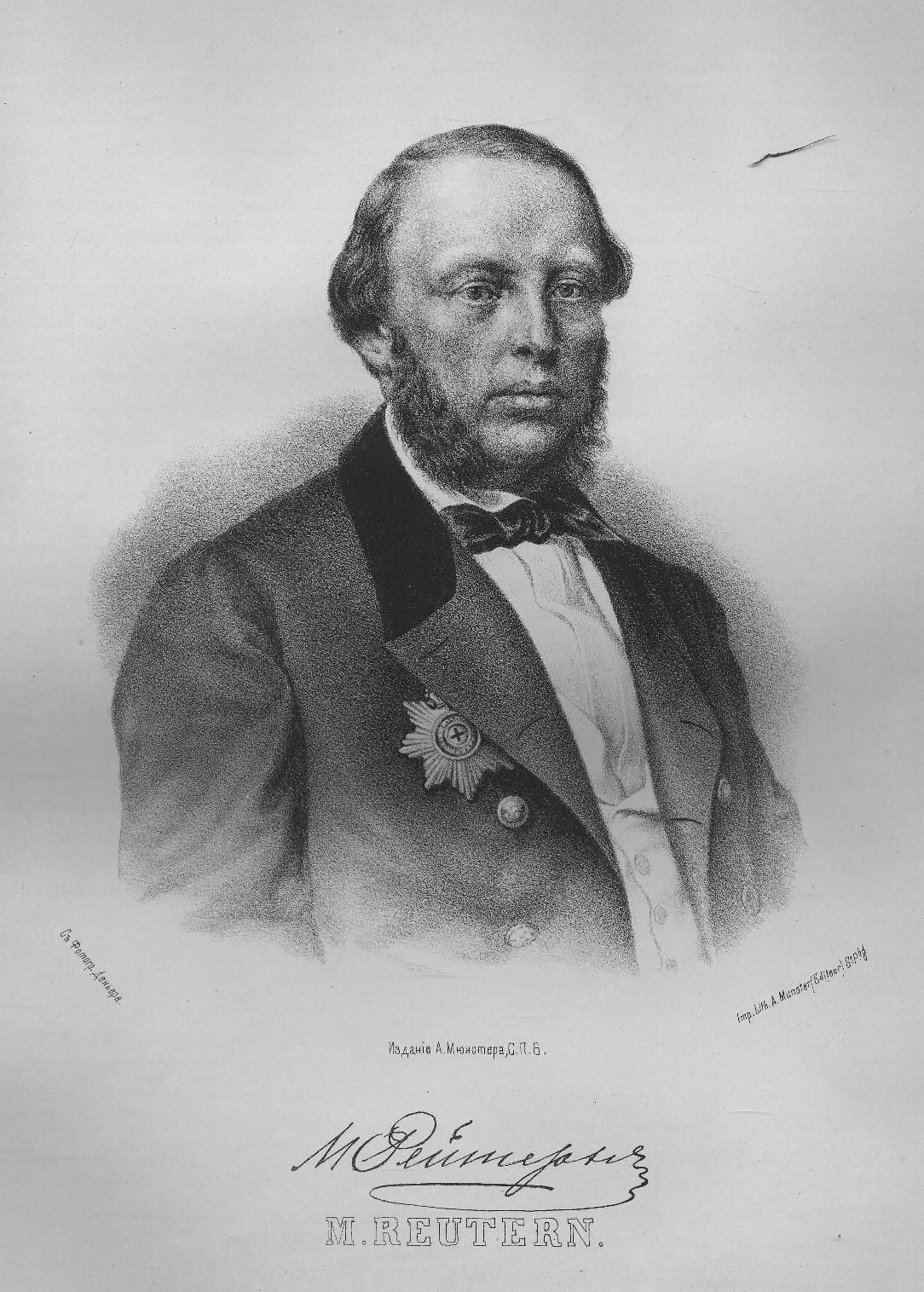
미하일 폰 로이테른 백작, 재무부 장관, 1862년-1878년

크림 전쟁의 극심한 재정적 어려움과 비효율적인 철도 시스템으로 인한 군사적 약점은 경제 개혁을 최우선 과제로 만들었다. 1860년에는 국영 은행이, 1862년에는 시립 은행이, 1869년에는 저축 은행이 모두 국가 감독하에 설립되었다. 1862년에는 미하일 폰 로이테른 백작(1862년–1878년) 휘하의 재무부를 창설하고 재무부 장관이 감독하는 정기적인 국가 예산을 수립하는 법안을 통해 국가 재정의 체계적인 개편이 이루어졌다. 로이테른은 정부 기관을 위한 통일된 공공 회계 시스템을 도입했다. 세금 징수는 더 이상 민간 농부들이 처리하지 않고 정기적인 국가 관료 업무가 되었다. 소득세는 아직 없었으며, 사실 인두세는 계속 유지되었지만, 매우 미움을 받던 소금세는 폐지되었다. 그는 민간 신용 기관을 육성하고 루블화를 안정시켰다. 정부 수입은 크게 증가했고, 만성적인 재정 적자는 1867년까지 해소되었으며, 1873년부터 흑자가 달성되었다. 무역 정책에 있어서 로이테른은 1863년과 1868년에 일부 관세와 제조업 제품에 대한 세금을 줄이는 것을 실용적으로 지지했다. 균형 잡힌 예산은 국영 보증 철도 채권을 사용하여 서유럽으로부터의 차입을 촉진했다. 이는 철도 시스템의 빠른 확장을 가능하게 했다. 러시아-튀르크 전쟁으로 인해 적자가 발생했고 그는 1878년에 사임했다.
새로운 유리한 환경은 기업가 정신을 고취시켰다. 1860년에는 자본금 각각 800만 루블 미만의 합자회사가 78개 있었다. 1861년부터 1873년 사이에 사업가들은 자본금 11억 루블의 합자회사 357개를 설립했다. 여기에는 73개 은행, 53개 철도 회사, 163개 공장이 포함되었다. 외국 자본이 처음으로 유입되기 시작했지만, 대규모 자금은 1890년대 프랑스와의 동맹을 기다려야 했다.

## 폴란드
알렉산드르 2세 치하에서 폴란드 귀족들은 더 큰 자율성을 요구했다. 이 요구는 차르의 회의에서 거부되었다. 대신 폴란드 내 이동에 새로운 제한이 생겼는데, 여권 소지가 의무화되었다. 불안에 대응하여 차르는 1862년에 온건파 알렉산데르 비엘로폴스키를 수석 장관으로 임명했다. 비엘로폴스키는 보수적이고 친러시아적이었으며, 폴란드의 1830년 이전 자율성 회복을 주장했고, 유대인 해방의 옹호자였다. 그는 교육, 유대인, 농민을 위한 일련의 자유주의 개혁을 채택했다. 그는 교육 개혁을 단행하여 폴란드어 학교 수를 늘리고 바르샤바에 "주요 학교"(Szkola Glowna, 오늘날의 바르샤바 대학교)를 설립했다. 또한 은행 시스템 개혁과 농노제 대신 임대료 형태로 농민을 위한 농업 개혁을 시행했다.
1863년 1월 대규모 반란이 발발했다. 이는 유럽 전역에서 관용과 개혁을 요구하는 목소리가 높았음에도 불구하고 러시아군에 의해 잔혹하게 진압되었다. 니콜라이 밀류틴이 총독으로 임명되었고, 그는 반란에 대한 최선의 대응은 농민에 대한 개혁을 단행하는 것이라고 결정했다. 폴란드 농민의 농노와 같은 신분에서의 해방은 1863년에 이루어졌는데, 1861년 러시아 해방보다 더 관대한 조건이었다. 그러나 폴란드의 헌법적 독립은 약화되었고 가톨릭 교회는 재산을 잃었다. 바르샤바에서는 이제 러시아어가 공식적인 교육 언어가 되었다.

## 핀란드
핀란드의 의회는 55년 동안 회합하지 않았지만, 1863년에 알렉산드르는 의회를 소집했다. 의회는 모든 공공 업무에서 핀란드어를 스웨덴어와 동등하게 만드는 언어법을 통과시켰다. 1898년 니콜라이 2세 차르가 이 정책을 뒤집고 러시아어를 공용어로 지정하자 핀란드 전역에서 대규모 시위가 발생했다.

## 유대인
알렉산드르의 통치하에서 유대인은 기독교인 하인을 고용할 수 없었고, 토지를 소유할 수 없었으며, 여행이 제한되었다. 그러나 유대인에 대한 특별 세금이 폐지되었고, 중등 학교를 졸업한 사람들은 정착지구 밖에서 살 수 있도록 허용되었으며, 국가 고용 자격을 얻었다. 많은 수의 교육받은 유대인들이 가능한 한 빨리 모스크바 및 다른 주요 도시로 이주했다. 유대인들은 알렉산드르 2세 암살의 책임이 있다고 비난받았다. 그에 대한 반발은 격렬했고 상황은 훨씬 더 나빠졌다.

## 알래스카
알래스카 식민지는 적자를 보고 있었고, 전시에는 영국으로부터 방어하기 불가능할 것이었으므로, 1867년에 러시아는 알래스카를 720만 달러(현재 가치로 약 2억 달러에 해당)에 미국에 팔았다. 러시아 행정관, 군인, 정착민, 그리고 일부 성직자들은 본국으로 돌아갔다. 다른 이들은 원주민 교구민들을 섬기기 위해 머물렀고, 그들은 21세기에도 러시아 정교회 교인으로 남아있다.

## 의회 거부
알렉산드르는 자신이 전제 군주로서 통치하는 것이 신이 부여한 의무이며, 자신만이 러시아 모든 인민의 최선의 이익을 이해한다고 굳게 믿었다. 따라서 그는 자신의 권한을 제한할 헌법에 대한 어떤 생각도 거부했으며, 자신만이 수행할 수 있는 일부 책임을 맡을 의회나 두마도 거부했다.

## 개혁 시대의 종말과 보수주의로의 회귀
알렉산드르 2세 통치 첫 10년은 여러 분야에서 개혁을 강력히 추진했다. 이와는 극명한 대조적으로, 1865년 이후 남은 임기 동안 보수주의자와 반동주의자의 힘이 커져 많은 개혁을 뒤집거나 제한했다. 반동주의적 요소는 혁명 지하 세력의 점점 더 폭력적인 행동으로 인해 힘을 키웠다.
역사가 올랜도 파이기스는 다음과 같이 주장했다.
1860년대의 자유주의 정신이 정부 업무에 계속 스며들었다면, 러시아는 법치에 의해 지탱되는 개인 재산과 자유에 기반한 서구식 사회가 되었을지도 모른다. 혁명은 일어날 필요가 없었을 것이다....적어도 지배 엘리트 내에서는 무엇이 필요한지에 대한 인식이 커지고 있었다....그러나 문제는 엘리트가 이러한 변화의 바람직성에 대해 점점 더 분열되었고, 이러한 분열의 결과로 현대화의 도전에 대처하기 위한 일관된 전략을 개발하지 못했다는 것이다.

## 기억과 역사학
러시아 학자 라리사 자카로바에 따르면:
알렉산드르 2세 치하에서 1861년 농노제 폐지와 그에 이은 개혁들(지방 정부 개혁, 사법 개혁, 체벌 폐지, 군대 개혁, 공공 교육, 검열 등)은 러시아 역사에서 '분수령', '전환점'이었다. 이는 개혁가들 자신과 그들의 반대자들, 당시 러시아 안팎에 살았던 사람들, 그리고 많은 연구자들의 평가이다. 이 주제는 역사가들에게 여전히 중요한다. 그러나 1905년 혁명이나 고르바초프의 페레스트로이카와 같은 특정 시기에는 알렉산드르 2세의 개혁 역사에 대한 관심이 특별한 시사성과 정치적 색채를 띠게 되었다.
러시아에서는 1917년 이전 농노 해방에 대한 진지한 논평의 대부분은 알렉산드르가 중심 역할을 하면서 매우 호의적이었다. 소련 역사가들은 알렉산드르와 다른 인물들을 경시하며, 봉건주의의 위기가 통치자들에게 타협을 강요했다고 주장했다. 핵심 레닌주의 해석은 양보가 농촌 대중과 그들의 도시 동맹국에 의한 현상 유지에 대한 협력적인 공격에 대한 단순한 전술적 대응이었다는 것이었다. 서구 역사가들은 일반적으로 추가적인 격변에 대한 두려움이 결정에 작은 역할을 했다는 데 동의한다.

## 같이 보기
- 표트르 1세의 정부 개혁
- 알렉산드르 1세의 정부 개혁
- 개혁 운동 § 러시아 1860년대
- 스톨리핀 개혁
- 알렉산드르 2세의 사법 개혁

## 더 읽어보기
- Almendingen, E.M. The Emperor Alexander II (1962)
- Eklof, Ben; John Bushnell; L. Larisa Georgievna Zakharova (1994). 《Russia's Great Reforms, 1855–1881》. Indiana University Press. ISBN 978-0-253-20861-3.
- Emmons, Terence, and Wayne S. Vucinich, eds. The Zemstvo in Russia: An Experiment in Local Self-Government (Cambridge UP, 1982).
- Lincoln, W. Bruce. The Great Reforms: Autocracy, Bureaucracy, and the Politics of Change in Imperial Russia (1990)
- Lincoln, W. Bruce. Nikolai Miliutin, an enlightened Russian bureaucrat (1977)
- Miller, Forrest A. Dmitrii Miliutin and the Reform Era in Russia (1968)
- Moss, Walter G. A history of Russia: volume I to 1917 (1997), pp 413–35.
- Mosse, W. E. Alexander II and the Modernization of Russia (1958) online 보관됨 2017-08-13 - 웨이백 머신
- Orlovsky, Daniel T. The Limits of Reform: The Ministry of Internal Affairs in Imperial Russia, 1802-1881 (Harvard UP, 1981).
- Pereira, N.G.O.,Tsar Emancipator: Alexander II of Russia, 1818–1881, Newtonville, Mass: Oriental Research Partners, 1983.
- Polunow, Alexander (2005). 《Russia in the Nineteenth Century: Autocracy, Reform, And Social Change, 1814–1914》. M E Sharpe Incorporated.
- 라진스키, 에드바르트, Alexander II: The Last Great Tsar. (2005).
- Rieber, Alfred J. "Alexander II: A Revisionist View." Journal of Modern History 43.1 (1971): 42-58. Online
- Saunders, David. Russia in the Age of Reaction and Reform: 1801 – 1881 (1992).
- Seton-Watson, Hugh. The Russian Empire 1801-1917 (Oxford UP, 1967) pp 332–429.
- Watts, Carl Peter. "Alexander II's Reforms: Causes and Consequences" History Review (1998): 6-15. Online 보관됨 2022-04-18 - 웨이백 머신
- Wcislo, Francis William. Reforming rural Russia: State, local society, and national politics, 1855-1914 (Princeton, 2014).
- Zakharova, Larisa. "The reign of Alexander II: a watershed?" in Dominic Lieven, ed., The Cambridge History of Russia Volume 2: Imperial Russia, 1689-1917 (2006) pp. 593–616

### 농노 해방
- Domar, Evsey. “Were Russian Serfs Overcharged for Their Land by the 1861 Emancipation? The History of One Historical Table.” Research in Economic History Supplement 5b (1989): 429-439.
- Easley, Roxanne. The emancipation of the serfs in Russia: Peace arbitrators and the development of civil society (Routledge, 2008).
- Emmons, Terence, ed. Emancipation of the Russian serfs (1970), 119pp. Short excerpts from primary and secondary sources.
- Emmons, Terence. The Russian Landed Gentry and the Peasant Emancipation of 1861 (1968) review
- Field, Daniel. The End of Serfdom: Nobility and Bureaucracy in Russia, 1855-1861 (1976)
- McCaffray, Susan P. "Confronting Serfdom in the Age of Revolution: Projects for Serf Reform in the Time of Alexander I", Russian Review (2005) 64#1 pp 1–21 online
- Moon, David. The Abolition of Serfdom in Russia: 1762-1907 (2001). links
- Pereira, N. G. O. "Alexander II and the Decision to Emancipate the Russian Serfs, 1855-61." Canadian Slavonic Papers 22.1 (1980): 99-115. online
- Pushkarev, Sergei G. "The Russian Peasants' Reaction to the Emancipation of 1861." Russian Review 27.2 (1968): 199-214. online
- Robinson, Geroid. Rural Russia under the Old Regime (3rd ed. U of California Press, 1972).
- Vucinich, Wayne, ed. The Peasant in Nineteenth-Century Russia (1968)

### 1차 자료
- Freeze, Gregory L. ed. From Supplication to Revolution: A Documentary Social History of Imperial Russia (1989), pp 197–247. Includes 28 statements by the nobility, bureaucracy, Army, clergy, professionals, merchants, peasants, industrial workers, religious minorities and women.